# جک بیرچال
جک بیرچال (انگلیسی: Jack Birchall؛ 1876 – Unknown) بازیکن فوتبال  اهل بریتانیا بود.
از باشگاه‌هایی که در آن بازی کرده‌است می‌توان به باشگاه فوتبال بلکبرن روورز، باشگاه فوتبال بلکپول، و باشگاه فوتبال لیورپول اشاره کرد.